# عبد الصمد عرشان
عبد الصمد عرشان سياسي وبرلماني مغربي، والأمين العام للحركة الديمقراطية والاجتماعية. ولد في الرماني التابع لإقليم الخميسات. شغل سابقًا رئيس بلدية تيفلت. وهو ابن السياسي محمود عرشان. عرشان هو نائب برلماني عن دائرة د تيفلت-الرماني.